# De Røde Khmerer
 Der er for få eller ingen kildehenvisninger i denne artikel, hvilket er et problem. Du kan hjælpe ved at angive troværdige kilder til de påstande, som fremføres i artiklen.

De Røde Khmerer (fransk Khmers Rouges) var et cambodjansk kommunistparti og guerillabevægelse, der med Pol Pot i spidsen styrede Cambodja fra 1975 til 1979. Under De Røde Khmerer fandt et af verdenshistoriens mest omfattende folkemord sted. De Røde Khmerers ideologi var en blanding af kommunisme, cambodjansk nationalisme og racisme med det formål at skabe et samfund baseret på et ikke-monetært landbrugsfælleskab.

## Det indokinesiske kommunistparti
Den vietnamesiske leder Ho Chi Minh, som har fået sin skoling i Frankrig, fik i 1930 til opgave af den kommunistiske internationale, Komintern at danne det indokinesiske kommunistparti (IKP). Dette kan ses som indledningen til de indokinesiske folks væbnede frihedskamp og samtidigt den franske overhøjheds nederlag. Partiet blev dannet med base i Vietnam, hvor den kommunistiske bevægelse var mest avancerede. I Cambodja bestod partiets medlemmer i første omgang af vietnamesiske gummiplantagearbejdere og middelklasseindbyggere af kinesisk herkomst. Tidligere havde en buddhistisk antikolonial bevægelse arbejdet i landet. Da den cambodjanske afdeling af IKP voksede, var mange af lederne tidligere buddhistmunke.
1941 lod den franske kolonialmagt Norodom Sihanouk krone til konge. De mente, at han var lettere at styre end den forhenværende konges søn, som ellers skulle have efterfulgt sin far på tronen. Det var en fejl, da Norodom Sihanouk senere kom til at vise sig at være en dygtig realpolitiker som med alliancer til højre og venstre greb de lejligheder, han fik for at promovere sin linje, som han så som bedst for det cambodjanske folk og for udviklingen i den cambodjanske indenrigspolitik. Samme år besatte Japan Kambodja som et led i sin krigsførelse under Anden Verdenskrig , en besættelse som blev muliggjort af den ringe modstand den franske kolonialarmé bød. Franskmændene tog nu et par trin tilbage fra deres kolonier for at koncentrere deres militære anstrengelser på hjemmefronten. Lige før krigsafslutningen blev et folkeoprør indledt mod den japanske besættelsesmagt og i efteråret vendte styrker tilbage fra det nyligt befriede Frankrig med deres armé for at genoprette kolonistyret over Cambodja.
Efter Anden Verdenskrig rejste vietnameserne og kineserne sig i deres nationale frigørelse. De afviste de sovjetiske og vesterlandske kommunisters ord om, at tiden ikke var moden til revolution. De nåede fremgang i deres krige: Vietnameserne fik hjælp af Kina og af de cambodjanske kommunister under deres frihedskamp. Kolonialmagten Frankrig fik hjælp af USA, som så Kina som en stor trussel (se Dominoteorien), hvilket ikke forhindrede, at de blev drevet ud af Vietnam i 1954. Vietnams Arbejderparti (VAP) blev dannet i 1951, da IKP blev opløst. De vietnamesiske kommunister var stærke og havde en egen armé, ("Viet Cong"). Situationen var anderledes for det cambodjanske kommunistparti (KKP) som manglede VAP's struktur og organisation. De fulgte vietnameseres råd om at danne en "enhedsfront" mod kolonimagten - Khmerfolkets revolutionære parti - som foruden kommunister organiserede militante buddhister og nationalister. Disse grupper var vokset frem under Anden Verdenskrig og havde kæmpet mod den japanske besættelse.
Vietnameserne havde besejret den franske kolonialarmé i Dien Bien Phu med tab på begge sider, og prins Sihanouks realpolitiske dygtighed gav cambodjanerne selvstændighed. Med den motivering, at det var bedre at Cambodja fik selvstændighed under ham end under kommunisterne i Vietnam, gav franskmændene Cambodia selvstændighed mod et løfte om neutralitet i konflikterne i regionen.
VAP mente videre, at den væsentligste kamp var deres egen mod franskmændene. Af 2000 soldater i KKP's lille armé sendtes halvdelen på vietnamesisk befaling ????at arbejde i deres forbindinger???. Vietnameserne anså de cambodjanske kommunister som uduelige eller for svage til at lave revolution på egen hånd. Et dokument fra VAP siger, at "Det vietnamesiske parti forbeholder sig retten til at lede aktiviteterne hos broderpartierne i Cambodja og Laos". Den attitude fik betydning for cambodjanernes relation til Vietnam, da yngre generationers nationale stolthed blev fornærmet af at VAP blandede sig i KKP's arbejde. 1960 angives som KKP's "egentlige" grundlæggelser, hvad dette indebærer er at den tidligere front afgrænsede sig og blev mere rendyrket kommunistisk eller at kurset blev omlagt fra vietnamesisk indflydelse til en mere selvstændig politik.
På den tid var mange cambodjanske intellektuelle under uddannelse i Frankrig. På de franske universiteter sluttede mange af de mere radikale cambodjanere sig til studiekredse i marxisme, hvor marxismens teoretiske værker blev studeret, og hvor de på møder agiterede for frihed. Her blev grunden lagt til venstrestrømningen blandt unge cambodjanske intellektuelle som Khieu Samphan, Saloth Sar og Ieng Sary, den nye generations kommunister - det skulle få afgørende indflydelse på cambodjanernes fremtid.

## Forfølgelse og organisation på landet
Efter Cambodjas selvstændighed udviklede Sihanouk den politik, han kaldte buddhistisk socialisme. Han blev influeret af den socialisme, den Demokratiske Folkerepublik Koreas præsident Kim Il-Sung formulerede i sin Juche-teori (som lægger vægt på national uafhængighed og "tillid til egne kræfter"). Han forsøgte at få gode relationer til alle stater i regionen, til de frie afrikanske stater, som opstod efter kolonialmagternes retræte fra kontinentet og til andre lande i den tredje verden. Den vestlige verden anså Shianouk som en lunefuld playboy efter rapporter om hans vilde fester og spinoff-karriere som filminstruktør. Ofte fandtes der blandt Den vestlige verden diplomater en fordomsfuld indstilling mod ham og at han skulle være let at dupere for egne formål. Imidlertid ses hans dygtighed som statsmand nu som ubestridelig blandt ledere i den tredje verdens lande og især i de alliancefrie stater.
Efter selvstændigheden indførte kong Sihanouk valg. Heri deltog Pracheachon , KKPs dækorganisation, og vandt indflydelse. Samtidigt regerede Sihanouk sammen med KKP-lederen Khieu Samphan, der samtidigt førte en lavintensiv krig mod KKP, hvor dens tilhængere blev taget fat fængsling?????, arkebuserede og arbejdede på flugt ud i junglen. Pracheachon havde fået en relativ stor støtte i Cambodjas byer og nogen bedømmere siger at dækorganisationen Pracheachons største bedrifter - som cambodjanske antikommunister udtrykte sagen - i deres tid i parlamentariske sammenhænge var at de ryddede op navne på deres valgarbejdere hvilken Sihanouk kunne bekæmpe som kommunister. 1963 fulgte studenterprotester som svar på repressionen , som sloges ned hårdt. To år tidligere var Kampucheanska ungdomsorganisationen blevet dannet - led af den "revolutionære ungdomsorganisation" - som var KKP's fremmeste rekrutteringsbasis.
1966 (ifølge nogen kilder 1962) blev gymnasielæreren Pol Pot (pseudonym for Saloth Sar) valgt til bestyrelsesformænd for KKP på partiets anden kongres. Hoveddelen af partiledelsen og medlemmerne, mange lærere og studerende, trak ud i junglen for at organisere en guerilla. Tidligere havde Khieu Samphan sammen med andre kommunister begivet sig til junglen som en følge af Sihanouks repression. Vietnameserne anså ikke situationen for at være moden for revolution i Cambodja, hvorfor de ikke kaprede deres kontakter til Sihanouk og støttede KKP militært men KKP havde held med at finde støtte blandt stamfolk på landet og af det nomadiserende muslimske landbrugsfolk Cham , af hvilke mange blev skolet til kommunister og man begyndte at forberede en militær modstand.

## KKP opruster
Krigen i Vietnam påvirkede Cambodja stadig mere. Sihanouk lod FNL-guerillaen arbejde i Cambodja og anvende cambodjansk territorium som gennemkørsel til kampzoner. Samtidigt anvendte Sihanouk fly han havde fået af kineserne, til at bombe byer, hvor bønderne var oprørske og KKP-fæster. KKP begyndte for alvor organisere sig for et nationalt oprør. 1968 blev KKPs armé, Kampucheas revolutionära armé grundlagt". VAPs enhedsfront FNL forberedte sig for den for Vietnamkrigs udgang afgørende Tét-offensiv. Efter denne begyndte USA at rinde ud "hemmelige bombninger", i kamp mod beslutninger fattede i den amerikanske kongres. I Kambodja blev påståede ruter bombet for FNL-guerillaen og for den nordvietnamesiske armé. Sihanouk havde i 1957 brudt båndene med USA fordi CIA har forsøgt at anstifte mord på ham. Efter den intensiverede krigsførelse mod Vietnam 1965 blev også de diplomatiske forbindelser brudt. Han forsøgte så at genoptage kontakten til USA for at gøre hvad han kunne for at styre situationen op for landsbybefolkningen som blev tvunget til at leve under bombningerne. Men når han har bestemt afbøjet USAs økonomiske og militære "hjælp" under Vietnamkrigs første fase i 1963 ansås han for upålidelig. Officielt fik han støtte fra USA da de hævdede at ville styrke hans position i forhold til den kommunistiske modstand. Over 7000 gange krænkede USA og Sydvietnam i årene 1962-1969 i Vietnamkriget Kambodjas grænser, søterritorium og luftrum. Større områder blev sprøjtet med plantegifte. 1970 blev Sihanouk styrtet i et USA-støttet militærkup. Højregeneralen Lon Nol, Sihanouks ved tidspunktet den nærmeste mand, greb magten og Sihanouk flygtede til Kina, hvor han grundlagde FUNK - Kampucheas nationale befrielsesfront. Til FUNK sluttede også KKP og det cambodjanske militante, liberale og nationalistiske buddhistparti sig. FUNK's program nævnte intet om hvilken rolle Sihanouk skulle have efter en militær sejr over Lon Nol. Sihanouk betragtede det vigtigste mål være at genoprette Kampucheas stolthed og uafhængighed. Lossen Nol havde ikke Sihanouks karisma og bevægede sig ikke som sin repræsentant blandt folket i forbindelse med offentlige ceremonier. Mange bønder ophørte med at dyrke jorden efter at Sihanouk er blevet jaget på flugten: "Hvordan skal vi kunne dyrke jorden når Sihanouk ikke længre findes for at give os regnen?" kunne det lyde blandt landets indbyggere.
KKPs armé havde 5.000 mand og 50.000 bevæbnede kæmpende i lokale militssamlinger, et tal som blev fordoblet inden for et år. Støtten for FUNK og KKP var stor, bred og stærk. De var dog ikke militært veludrustede. Våbnene kom i ringe omfang fra Kina og Vietnam. Tropperne var også afhængige af de våben som besejrede amerikanske forbindinger efterlod sig. At USA var optaget???? med vietnameserne var størst årsag til at de havde held med at vokse. 1973 omfattede KKP-armeen 40.000 mand. De fik også økonomisk og militær støtte fra gummiplantageejere og korrupte tjenestemænd. Hoveddelen af kampene mod Lossen Nols armé udførtes dog af vietnameserne på Kambodjas territorium. Da vietnameserne og amerikanerne satte sig ved forhandlingsbordet i Paris for at komme overens hvis et ildophør ville vietnameserne at KKP skulle forene sig med dem. De afviste dog tilbuddet, da det skulle føre til at den isolerede Phnom Penh skulle fortsætte med at være forpligtet overfor Lon Nol.

## Vietnamesiske kommunister bliver fjender
Fredsforhandlingerne som blev initieret efter omverdenens kritik mod krigen og vietnamesernes hårde modstand var for Vietnam et afgørende vendepunkt selvom krigen kom til at fortsætte under yderligere to år. De cambodjanske kommunister så dem for deres del som en trussel mod sine successer om de skulle været part i forhandlingerne. Mens Lossen Nol var en ivrig fortaler for forhandlinger, ifølge hans kritikere fordi det var hans eneste chance for at beholde magten eftersom Phnom Penh var isoleret fra resten af landet. Efter forhandlingerne så man fra amerikansk horisont Kambodja som "the onlygame ind town" og Cambodja blev forklaret være "fri krigszone". Efter samtalerne i januar ophørte USA med at bombe Vietnam men de kom under 140 dage til at slippe 2,5 millioner ton bomber som forårsagede tabet af 500.000-1.000.000 menneskeliv i Kambodja, med formålet at sikre Phnom Penh med en jordskælvsring, et tiltag som udskød styrtelsen af Lon Nol i to år. Relationerne mellem KKP og VAP blev forværret da KKP valgte at holde en selvstændig linje da VAP ønskede at slå igen sammen partierne og have delte forbindinger. Vietnameserne ville styrke Kambodjas revolutionære kræfter men KKP betragtede dem ville gøre det med deres indflydelse over dem, en repression imod til Kambodja tilbagevendende khmer-kommunister som er flygtet til Vietnam fra Lon Nols styrker begyndte at skimte. Mange blev og retorikken om Vietnam henrettet som Kambodjas "nedarvede fjende" så godt ud hørt blandt De røde khmerer.

## Phnom Penh isoleres
KKP havde lidet foruden folkets støtte at stole på. Lon Nol havde for at beholde magten intet andet at stole på end USAs B52-ere. Lon Nols styrker var ikke effektive. Halvdelen af de registrerede soldater i Lon Nols armé eksisterede ikke i nogen anden form end på aflønningslisterne hvilke nogen generaler udnyttede for at stoppe penge i egen lomme. Generalerne var proportionalt flere end i nogen anden armé. Taktikken KKP anvendte mod USA's tæppebombninger var at befinde sig så nær fjenden som muligt, samme metode som FNL benyttede sig af men de fleste ofre var civile og store arealer på landet blev ødelagt som igen resulterede i et ineffektivt landbrug. Nødden og manglen på mad var stor på begge sider men USA forsynede Lon Nol-siden med store mængder ris transporterede fra Amerika. Risforsendelserne blev arrangeret i høj grad af velgørenhedsorganisationer. Den største velgørenhedsorganisation som var knyttet til USAs ambassade og blev ledt af den amerikanske præsidents frue. De af KKP "befriede" områderne havde andre steder på en ganske stor risproduktion, dog dækkede den ikke behovet. Først havde de distribueret regeringens jord til fattigbønder, administrerede af organisationer som Bondeforeningen og den Patriotiske munkeforening fordi KKPs og deres rekrutteringsbasis Kommunistiske ungdomsalliance i disse sammenhænge var hemmelig og mest profilerede sig i kampene. Rente blev forbudt i disse områder og spillebuler blev lukket. Bønderne selv dannede ofte egne kooperativer på ti, tredive personer for at forhøje levestandarden. Denne bønders egen organisation da "Angkar«," Organisationen "som KKP agtede til i og blev kaldt et "højere niveau" denne "Demokratiske revolution" gøre dem ens blev indskrænket. Benævnelsen kooperativer kom så blive misvisende for organisationsformen, privat ejendom blev nemlig forbudt helt.
KKP's soldater var ofte fattige og kom fra de laveste samfundslag, så der som en stor uretfærdighed, at der fandtes en middelklasse som havde højere levestandard og adgang til køretøjer som motorcykler. De så forekomsten af middelklassen som et tegn på at det gamle samfund var tilbage i deres områder. Byer under KKP-kontrol med fastsatte middelklassefamilier blev beordret evakueret og indbyggerne måtte flytte til landet. Samtidig blev penge og kreditter på landet forbudt. Produktionsmidler som landbrugsredskaber måtte ikke findes i privat eje. Al jord blev konfiskeret lige, uanset om det var småbøndernes jordpletter eller godsherrernes storplantager. Til og med maoister har senere i sin analyse af KKP's taktik i denne tid accepteret at den var ukorrekt, da den hovedsagelige oplysning bort vare at uddrive Lon Nol ud af landet og ikke angribe middelklassen og gøre sig til fjende til andre socialklasser som har kunnet vendes mod Phnom Penh-regimet. Pol Pot motiverede på sin tur senere de brutale tiltag med at bønderne og handelsmændene solgte al risen til Lon Nol-siden og vietnameserne hvorfor de mest fattige skulle stået tilbage uden ris, noget som blev mærkbart for KKP. Som eksempler ernærede armeen sig hovedsagelig ved risafkog. Afskaffelsen af penge fik rishandlen til at ophøre. Tiltagene blev vedtaget under et revolutionært opsving i krigens hårde dage og indebar omstillinger for de de KKP-kontrollerede områder, som hos mange var upopulært. Det fremstilles af Pol Pot som var det et taktisk trin men det var snarere smagsprøver på denne ideologi landet kom til at have som ledestjerne i politikken under Angkars styre. Marxisterne så en udvikling mod kommunismens ejendomsløse samfund som mulig først efter at en nationalt-demokratisk revolution er blevet gennemført. Derefter en socialistisk revolution, Angkar hopper, som syndikalister og anarkister i Spanien under borgerkrigen da Francos armé var den største fjende, over disse trin i kollektiviseringerne i stykker dem af dem kontrollerede landsbyområderne. Maoister (eksempelvis RIM) pegede på at KKP ikke forstod at ved at give jord til tidligere ejendomsløse bønder begejstrede de dem for revolutionens sag og at det var fejlagtigt at som KKP se den største fornedring i at unge fra middelklassen kørte motorcykel , da problemet faktisk bestod i Lon Nols og USA's repression.
Modsætninger inden for partiet fandtes de kommunister som var aktive i den østlige zone havde kontakter til vietnamesiske kommunister som åbenlyst påvirkede deres tolkning af kommunismen på en slags så den ikke så magen ud som i den vestlige zone, hvor den ideologi som blev foretræde af flertallet, med Ieng Sary og Pol Pot, havde udbredelse. Metoden for at løse disse modsætninger var underlig. I stedet for at drive diskussion eller "ideologisk kamp inden for partiet talte Pol Pot og hans lige om "vietnamesere i khmerkroppe" og "khmerer med vietnamesisk tænkning". Den ideologiske forskel blev gjort til et nationalistisk spørgsmål og etniske vietnamesere, men også kinesere, i Kampuchea blev undertrykt. Had imod vietnamesere var udbredt i Kampuchea og er det selv i dag, når khmerriget i lange perioder har ligget under Annams styre og disse perioder blev kendetegnet af overmagtens vold mod de erobrede. Der fandtes allerede en grund at så had mod vietnameserne. Dette blev gjort af De røde khmerer af rent nationalistiske årsager. I KKP-ledelsen sagde man at USA var den akutte fjende men Vietnam fjende nr. 2, den nedarvede fjende, var fjenden på lang sigt.

## "Befrielsen"
I april 1975 marcherede De røde khmerer ind i Phnom Penh . Rapporterne fra denne hændelse var i medierne ofte positive, da det blev set som yderligere en sejr for Indokinas folk mod USAs krigspolitik i regionen. USA havde været i kontakt til prins Sihanouk for at forsøge at aftale en løsning for hans genindtrædelse på tronen uden de De røde khmerer, men han takkede nej. De afgørende kampe mod Lon Nols styrker var blevet indledt i begyndelsen af januar, da de De røde khmerer indtog hovedstaden var det med 60.000 fra deres armé og selv flere bønder som var guerillasoldater. Byen var dog ingen gevinst helt materiel eftersom der fandtes få våben efter USA-arméens bortdragning og maddepoterne var ikke-eksisterende. De menneskelige tab var store, 500.000 døde i republikken (Lon Nol) kontrollerede områder og 600.000 i de "befriede" områder.
Lige efter indtagelsen af byen blev bybefolkningen evakueret. Blandt andre Kampucheakenderen Malcolm Caldwell anså det for at være rimeligt. Landet havde et konstant risunderskud. De indenlandsk dyrkede afgrøderne rakte ikke for at forsørge befolkningen med føde og store marker lå brak efter USA's tæppebombninger. Phnom Penh var tidligere forsynet med ris af USA, organiseret som velgørenhed igennem USA's ambassade , som var nødvendig for at opretholde Lon Nols styre. Disse leverancer sluttede i samme øjeblik som Lon Nol flygtede i eksil på Hawaii med amerikansk militærhelikopter fra USA's ambassade. USAID rapporterede, at Kampuchea er gået fra at være en stor riseksportør til risimportør på få år, og landet blev truet af massesult. "Ris vokser ikke op af asfalten" skal Pol Pot have sagt og mange, også i vest, havde samme opfattelse. Først på senere år er den blevet beskrevet som en dødsmarch men der var ikke nødvendigt med tvang for at få folk til at forlade byen. Evakueringen var ingen midlertidig nødløsning, hvilket Pol Pots apologeter ville gøre gældende. Den var ideologisk motiveret. Allerede på en KKP-kongres to år tidligere var det blevet besluttet at alle byer skulle afvikles. De blev set som en kapitalismens og den udenlandske dekadences centrum. Privatejendommens stilling i byerne blev set af De røde khmerer som en trussel mod deres indflydelse. Privat ejendom, handel og religionen blev afskaffet. KKP så sin revolution som unik. Cambodjanere som vendte tilbage hjem fra studier i udlandet og lignende undervistes i "khmerrevolutionens overlegenhed". Overlegenheden bestod konformt KKP i netop evakueringen af byerne og afskaffelsen af pengene. De vendte sig mod den kinesiske socialisme der statsansatte havde løn da løn førte til privat ejendom og ved at spare penge kunne man skaffe ejendele. De røde khmerer satte lighedstegn mellem privat ejendom og personlige ejendele. Det slog lige så hårdt mod godsherrernes ejendom som mod bøndernes og arbejdernes.
De, som blev evakueret fra Phnom Penh og andre byer, blev kaldt nye folk, i modsætning til bønderne som allerede boede der og som blev betegnet "det gamle folk". "De Nye" havde ofte mistet pårørende i den lange march. Mange familier var delt og de de syge som ikke havde nogen pårørende som eskorterede dem lagde sig ved vejkanten for at dø. Da de vel kom til byerne blev de ofte behandlet dårligt. Det var har følt at gamle godsherrer og Lon Nol-tilhænger flygtede fra KKP-kontrollerede områder ind til byerne under borgerkrigen hvorfor der fandtes en stor skepsis mod bybefolkningen. Denne skepsis sigtede ofte mod alle byboer. "De gamla" var "fuldgyldige medlemmer" af kooperativerne og måtte blandt andet stille op og stemme i valg til menigheder, de de nye skulle "skola" inden de blev fuldgyldige medlemmer. De de nye blev opdelt i to forskellige grupper "prøvemedlemmer" og "opbevarede". I behandlingen af "de de nye" blev baggrunden hos personerne ikke værdsat. Hvis nogen var handelsmand , lille eller stor rentiér , radikal studerende eller arbejder kvittede lige, personen var lige så suspekt som potentiel antirevolutionær som bybo uanset hvis den var tilhænger eller modstander til KKP. "De Nye" blev behandlet ofte værre end "de de gamle". Der fandtes regionale forskelle, på nogen steder fandtes der en venlig indstilling til de nyankomne, men på andre steder fik de mindre madrationer og dårlige boliger. Ofte blev de de nye set«" som en belastning af "de gamle", da de skulle udføre samme arbejde som dem og var uvante ved landbrug og med det trak resultatet ned. Da en "ny" ved en fejltagelse begik fejl, kom til at føre en okse forkert så han brækkede benet, eller af udmattelse arbejdede for langsomt, var det ikke usædvanligt med anklager imod personen for "sabotage". Mange "nye" blev dømt til strafarbejder af byrådene for en sådan aktivitet og som gruppe blev de stigmatiseret. Byboerne var ikke vant til livet på landet, der var mangel på medicin og mange døde af diarrésygdomme og af underernæring. De "de nye" var indledningsvis placerede især i områder hvor KKP var stærk, i sydvest og øst, men et halvår efter "befrielsen" blev de endnu en gang flyttet til fods til tyndtbefolkede områder i nord og nordvest. 800.000 blev flyttet til nordvest hvor befolkningen blev fordoblet og situationen blev særligt besværlig. Det er usikre hvor mange som døde under disse forflytninger men det drejer sig om adskillige tusinde. Lon Nol indledte i sin tid ved magten pogromer på vietnamesere. 300.000 vietnamesere blev fordrevet i hans tid fordi de var "thirith", utro på Sanskrit, en buddhistisk benævnelse for ikke rettroende som har konverteret til kristendommen. Fem måneder efter "befrielsen" var De røde khmerer fordrevet og udryddet alle undtagen 10.000 af de resterende 150.000. KKP så i sin paranoia virkelig men også indbildte fjender i vietnamesiskefterkommere, hvilke blev sagt at være indplantede af Vietnams kommunister som spioner og infiltratorer. Få af de 10.000 genstående overlevede under de røde khmerers styre. Kampagner blev indledt også mod den muslimske cham-befolkning som tidligere udgjort en stor støtte til KKP da de udstod buddhistisk diskriminering fra de forudgående regeringer, men nu blev de set som ikke gjort afkald på sin muslimske tro som fjender. De af Cham som ikke gjort afkald på sin religion rejste sig mod De røde khmerer og førte guerillakamp som resulterede i store tab for KKP. I kooperativerne blev deres påklædning, sprog og religiøse symboler som for eksempel skæg forbudt. I kollektiverne blev deres loyalitet testet ved at give dem grisekød, med mærkbare konsekvenser hvis de ikke spiste. Hvis de underkastede khmerassimileringen sig blev de ikke forfulgt. Alle etniske minoriteter blev ikke undertrykt. Fjeldkhmererne som i etnisk forstand blev skilt fra flertalsbefolkningen med sin mørke hud favoriserede som "rigtige" cambodjanere. KKPs ideologi kan ses som racistisk eftersom de anbefalede hvad der på engelsk kaldes "khmersupremacy". KKPs ideologi var ikke af et nyt slag i denne forstand, men havde rødder i såvel general Lon Nols militærdiktatur som Sihanouks mindre brutale autokrati. Også på andre plan havde ideologien bevaret indslag fra de tidligere samfund, monarkiet blev genopført og Sihanouk var statsoverhoveder, selvom hans rolle kom til at komme i anden række i 1977 da hans stilling blev gjort symbolsk. KKP som organisation var hemmelig og arbejdede under navnet Angkar som ikke var udtalt kommunistisk men nu uden indslag af andre organisationer end KKP fra den enhedsfront som var virksom under navnet FUNK.
Efter befrielsen blev Kampucheas pengevæsen afskaffet men penge kom fortsat til at spille en stor rolle for det cambodjanske samfund. Fordi befolkningen var forbudt at håndtere penge og tvungne at arbejde for sit udkomme, som faktisk kan ses som livegenskabe , drev landets ledning handel med de landbrugsprodukter befolkningen skabte igennem sit arbejde. Der findes en forestilling om at Demokratisk Kampuchea forsøgte at blive et selvhusholdende land, ris og andre afgrøder blev skibet ud af landet for at anvende gevinsten til at investere i maskiner til et mekaniseret landbrug. Derfor blev høje krav på høstafkast på byerne stillet. Landbruget var blevet genoprustet med omfattende vandopsamlende damme for vanding, og befolkningen udførte et meget tungt arbejde. Bondebefolkningens arbejdsvilkår havde ikke ændret sig hovedsagelig, men for "de de nye" var omstillingen snart en overgang til slavearbejde. Den som ikke arbejdede fik ingen mad. Opsamlende af nødder, rødder og nedfaldsfrugter var forbudt. Arbejde skulle kun udføres for den fælles sag og livsafgørende aktiviteter for den individuelle overlevelse blev straffet. Madbeværtningen var fælles og man til i store spisesale. Al fritidsaktivitet blev udøvet kollektivt.

## Sult og "vietnamesisk infiltration"
Kvoterne for overskuddet af risproduktionen blev flyttet til det nordvestlige Kampuchea, hvor indflytningen af "nye" var størst. De som var den mindst erfaring med landbrugsarbejde fik de største krav på øget produktion mens fattige byer hvor KKP var stærkt i den sydvestlige zone ligesom den østlige zone hvor KKP også var stærkt, fik meget mindre kvoter. Blandt disse var det kun 20 procent af afkastet som skulle gå til regimet, mens det var 40 procent i nordvest. At læsse den største byrde på dem med den mindst evne havde store konsekvenser. Mange døde af sult og hungersnøden var i perioder konstant. Hvis afkastene slog godt døde man i stedet af overætning. Bondebefolkningen var vant til at spise rå fisk, da dette blev serveret også de "de nye" fik de sygdomme og diarréer. Sygdommene blev let spredt mellem mennesker, men også ved arbejdet på felterne da afføring fra mennesker blev anvendt som gødning.
1975 afkastet blev ikke så godt som man har håbet. Ledelsen forstod, at alt ikke stod rigtigt til da der i 1976 blev hungersnød i det nordvestlige Campuchea. En regering dannes med Khieu Samphan som statsoverhoved, Pol Pot som regeringschef, Ieng Sary og Sun Sen som stedfortrædende regeringschefer. Zonkommendörerna Cchit Choen (alias Ta Mok) og Ke Pauk fik kontrol over DKs armé. Pol Pot fortsatte med at være generalsekretær for kommunistpartiet, Nuon Chea vice-generalsekretær. Efter at regeringsrepræsentanter har haft en delegation for at inspicere forholdene på landet konstaterede den at alt ikke stod ret til og at det dårlige afkast ikke kun havde sin forklaring i at USA har bombet itu halvdelen af agerarealet årene inden. De konstaterede at hel byer kunne lide af kronisk underernæring og at arbejdet på felterne blev udført af såvel syge som ældre og gravide trods dekreter om at de skulle være frie fra tungt arbejde. At arbejdsforholdene kun på et fåtal steder er "gode" og at det frem for alt er "de de nye" som lider meget. Der praktiseres selvkritik og partiet udsender dekreter om at "de de nye" ikke skal behandles dårligt. Samtidigt skyder man skylden fra sig når det gælder ansvaret for forværringerne, i stedet for at kritisere den egne politik taler man om "vietnamesiske infiltratorer" som vil Kampucheanska folket dårligt og snakker hvis vietnamesisk indflydelse i partiet i termer af en sygdom som med sine bakterier spreder sig inden for partiet, arméen og samfundet. Forfølgelserne af vietnamesere og påståede "vietnamesere i khmerkroppe og "khmerer med vietnamesisk tænkning" blev accentueret. Man sendte kader fra den østlige zone at "rydde op" blandt kadren i den nordvestlige zone. Påståede vietnamesiske infiltratorer i ledningen blev henrettet summarisk og blev erstattet af nye. Da disse viste sig at beordre mord på "de de nye" for småforseelser og af indbildte begåede brud beklagede Ieng Sary at forkerte personer er blevet dræbt og kader fra den sydvestlige zone blev sendt derhen at rydde op blandt dem som blev tilføjet af kadren fra den østlige zone. De blev indledningsvis hilst som befriere af "de de nye" og "nye" tilføjedes i den lokale kader og blev udvidede rettigheder givet, men da man ved høsttiden fra central retning mente at madrummene i zonen stod næsten tomme efter rapportering om opfyldt kvote og efter at have sendt bort centralkvoten, blev sendt endnu en gang kader fra den sydvestlige zone at rydde op i den nordvestlige zones administration og udradere de "vietnamesiske infiltratorer". De "skjulte fjender", "de vietnamesiske infiltratorer" og andre "bakterier" som "inficerede den Cambodjanske "samfundskrop" tjente som syndebukke fører en mislykket politik. I metoderne for at nå dem indgik blandt andet tortur. Til torturcentret Tuol Sleng , under ledning af Duch , sendtes mistænkte for forhør, hvor torturen ofte ikke ophørte før personen var død eller tilstået at han arbejdede for enten CIA eller Vietnam eller måske begge på samme gang. Under torturforhørene blev noter af ofret selv ført hvor han skrev sine bekendelser og navne på personer som var involveret i konspirationen imod Angkar eller stod i forbindelse med Vietnam eller CIA op. I takt med at forværringerne tiltog, øgede også volden. Repræsentanter for KKP har senere hævdet at det var utilsigtet, og at organiseringen af volden fungerede autonomt uden ledningens fulde indsyn, men tilstrækkeligt mange undertegnede dokumenter på godkendelse af tortur af forskellige personer og henrettelser findes fordi de ikke skal kunne fratages deres ansvar. 1976 skrev ledningen beslutninger nedenunder om at tidligere soldater i Lon Nols arméer skulle bortføres og henrettes om så var nødvendige, hvilket tidligere particentrum har forbudt hvad angik andre end generaler. Ofte blev de bortført og henrettet med hele deres familier.

## Vietnams invasion
1977 kundgjorde Angkar, at de var et kommunistisk parti, noget som tidligere er blevet holdt hemmeligt. Mange troede, at organisationen kun var nationalistisk eller patriotisk, fordi KKP udadtil var kendte for omverdenen og havde forbindelser med den internationale kommunistiske antirevisionistiske bevægelse. De forsøgte at bryde deres diplomatiske isolation som de tidligere frivilligt havde valgt efter "befrielsen" og sendte og tog imod delegationer fra regeringer i forskellige lande og forsøgte at nå et militært samarbejde med Kina under Deng Xiao Ping. De begyndte også at kontakte højtuddannede cambodjanere i udlandet, idet regeringen havde forstået, at et land har brug for industrier for sin udvikling og dermed brug for ingeniører. Tidligere var intellektuelle og højtuddannede i alle andre tilfælde, end når de indgik i partikadren, blevet mistænkeliggjort og ofte udpeget som spioner. Satsninger på genopbygning af fabrikker i Phnom Penh blev gjort og bønder blev sendt til byerne for at blive fabriksarbejdere. De iskolde relationer med Vietnam blev forværret yderligere da man ikke havde held med at nå fremgang i forhandlinger som lige siden Sihanouks monarki er arbejdet om de fransktrukkede grænser mellem landene. Grænsestrid som Vietnam beskyldte Kampuchea og Kampuchea på Vietnam indledtes. Det er fastlagt dog blev at en offensiv fra Kampuchea for at give Vietnam en lærestreg udførtes og blev slået tilbage med kraft. Vietnam havde hidtil udviklet meget stærke relationer til Sovjetunionen og Kampuchea har gjort samme med Kina. Kina havde på sin tur indledt relationer med USA og præsident Nixon havde været på besøg i landet. Sammen med økonomisk nedgang i Vietnam og flygtningestrømmene fra Kampuchea til Vietnam var dette faktorer som bidrog til Vietnams lynkrig mod Kampuchea i begyndelsen af 1978. Kina svarede med at sende 250.000 soldater til Vietnam for at få Vietnam ud af Kampuchea, som dog slog tilbage med kraft. Vietnam anvendte i Kampuchea samme strategi som ved befrielsen af Saigon og i deres forbindinger indgik 100.000 vietnamesere og 30.000 cambodjanere. Demokratiska Kampuchea har 80.000 man stærk armé ved den østlige grænse og 20.000 i Phnom Penh.
Vietnamesiske styrker indtog Phnom Penh i januar 1979. Af mange blev de hilst som befriere fra de røde khmerers repression som har resulteret i mellem 600.000 og to millioner døde som følge af sult, henrettelser og hemmelige bortførelser. Heng Samrin , oprørsledere mod Pol Pot i den østlige zone som siden 1977 levet i eksil i Vietnam blev installeret som præsident . Hun Sen blev udenrigsminister (senere regeringschef). Næsten alle verdens lande uden for Sovjetblokken protesterede skarpt mod Vietnams besættelse af landet. Pol Pots guerilla flygtede til grænseområderne til Thailand og indledte med prins Sihanouk guerillakrige mod den af Vietnam installerede det nye regime. FUNK med Sihanouk som ordfører blev genoprettet og tog nu kampe mod den vietnamesiske besættelse. I FUNK kom nu også forhenværende fjender til KKP som Lossen Nol-sympatiserende grupper til at indgå. Et vigtigt indslag for muliggørelsen af FUNKs kamp var bistanden fra Den vestlige verden og USA . De røde khmerer fortsatte med at kontrollere store dele af landet og fortsatte med at repræsentere Kampuchea i FN's generalforsamling og fik foruden moralsk også militær støtte fra blandt andre Kina, USA og Thailand . KKP skiftede navn til Demokratiska Kampucheas parti og i propagandaen talte de om "kampen mod kommunisterne i Phnom Penh". Blandt andre Margaret Thatcher var en i stykker de mange vestledere som i ord og handling støttede Pol Pot. Sovjetunionens øgede indflydelse i verden blev taget som indtægt for at bytte fod og støtte den forhenværende fjende. Vietnam som var afhængig af støtte fra Sovjetunionen sås som en større trussel end Demokratiska Kampuchea, hvis vigtigste diplomatiske forbindelser var med Kina med hvilke verdenssamfundet har normaliseret deres relationer til.
I de af KKP oprettede flygtningelejrene arbejdede mange læger fra Den vestlige verden. Folk døde af malaria . Efterhånden jagedes De røde khmerer bort fra de fleste af landets byer men især i grænseområderne mod Thailand i Battambang, den vestlige zone, mødte den vietnamesiske armé har hårdhalshugget modstand fra tusindvis kæmpende guerillasoldater. FUNK-soldaterne var afhængige af våben fra Kina og USA men udviklede også sin egen sofistikerede jungleguerillakrigsførelse med enkle fælder bestående af skjulte gruber med sylvasst hvæssede bambusrør i, som tog død på den som ramlede i. I hundredtusindvis miner af amerikansk produktion blev lagt ud i junglen af De røde khmerer mod den Vietnamesiske armé. Minerne og regelrette kampe tog død på titusindetals mennesker. Borgerkrigen fortsatte i hele 80'erne men ved Sovjetunionens kollaps trak de de Vietnamesiske soldater ud af landet sig og en koalitionsregering i den nye Staten Kambodja forhandles sig med USA's hjælp bestående af tidligere proamerikanske og nye provietnamesiske kræfter.

## Et frit Kambodja
De røde khmerer med prins Sihanouk genoptog anstrengelser at få statsmagten med intensiverede kampe mod Hun Sen og centralregeringens tropper, samtidigt med at man indledte forhandlinger. Endeligt dannedes et "nationalt råd" bestående af seks repræsentanter fra Staten Kambodja og to hver fra de tre oppositionsgrupper, som inkluderer Demokratiska Kampucheas præsident Khieu Samphan og den stedfortrædende regeringschef for Demokratiska Kampuchea Sun Sen, dog uden at urolighederne ophørte. Et år senere blev konfliktens parter samlet ved forhandlingsbordene og undertegnede "Parisöverenskommelsen om Kambodja" sammen med de atten lande som var med og drev på for samtalerne. Af De røde khmerer undertegnedes det med forbehold mod skrivelserne om at Demokratiska Kampuchea skulle få proviant i udveksling mod ildophør , FN-administrering af landet, samt skrivelserne mod afvikling af militæret og dens afvæbning. I en tid forvaltedes landet af FN, dog ikke de områder som blev udgjort af Demokratiska Kampuchea. Inden de flere eller mindre frie valg som så indledes bryder prins Sihanouk kontakten til De røde khmerer som boykotter valget og i 1993 vendte tilbage til Kambodja for igen at krones til konge over landet. Hans søn Norodom Ranariddh havde i en længere tid samarbejdet med Hun Sen , uden faderens billigelse, om magten. De dannede endeligt regering med hver sit parti: FUNCINPEC og Folkets parti , hvorpå De røde khmerer tabte deres sted i FN's generalforsamling som statens legitime repræsentanter, efter at have haft regeringsmagten i et år erklærede for nationalforsamlingen de De røde khmerer vare en ulovlig bevægelse og Demokratiska Kampucheas parti blev forbudt. De røde khmerers indre situation var nu hærget. I de regioner de har magten over indgår Pailin , deres vigtigste provins, som blev styret af Demokratiska Kampucheas forne udenrigsminister, ved tiden stedfortrædende regeringschef, Ieng Sary . 1996 De røde khmerer opsplittet da Sary gik over til regeringssiden og fik integreret 4000 af de røde khmerers soldater i den regulære armé, sammen med yderligere fire distrikter med 3700 soldater og 25.000 familiemedlemmer fra fire divisioner i Kompong Thom . Dette skabte en dyb sprække mellem Ieng Sary og hårdføre røde khmerledere som Ta Mok og Sun Sen og gav regeringsstyrkerne tilgængelighed til store dele af det nordvestlige Kampuchea. Ieng Sary grundlagde Democratic National United Movement under kongens beskyttende paraply og får desuden kongelig amnesti for de forbrydelser som er blevet begået under de røde khmerers styre af landet. Pol Pot blev stadig mere paranoid og fik henrettet Sun Sen og hans familie da han mistænkte ham for at konspirere med centralregeringen. Tag Mok, Khieu Samphan og Nuon Chea betragtede at han er gået for langt og gjorde et kup mod Pol Pot hvorpå de satte ham i husarrest . Tag Mok er gammel bonde og kendt som en af de mere hårdføre kommunister i Demokratiska Kampucheas parti. I hans fangenskab døde Pol Pot af et " hjerteanfald" og Ta Mok fik ledningen over de tilbageværende De røde khmerer. I denne tid førte de en hendøende tilværelse i Kambodjas jungler. Situationen var hård for dem og i 1998 gjorde soldaterne mytteri, og gik tilsammen ledte Ke Pauk af med i regeringsstyrkerne. Tag Mok beds sammen skeer med sine sidste soldater i fængsling året efter. Khieu Samphan og Nuon Chea overlod sig til Hun Sen og fik lov at flytte til Pailin.
Demokratisk Kampucheas partis armé patruljerer fortsat på gaderne men nu med regeringsstyrkernes grønne uniformer i stedet for de røde khmerers klassisk musik sorte.

## Retsligt efterspil
Da De Røde Khmerers regime i Cambodja ophørte, blev der i 2006 nedsat et internationalt krigsforbrydertribunal.
Pol Pot, lederen af De Røde Khmerer, Bror nr. 1 døde i 1998 uden at være stillet til ansvar. Ifølge et interview i 1997 fortrød Pol Pot ikke, at have været skyld i så mange menneskers død.
”Fordi Pol Pot opfattede sit regime som et nødvendigt nationalt forsvar mod undergang, så Pol Pot tilsyneladende ikke sig selv som gerningsmand. (…) regimet kostede menneskeliv, men han siger samtidig, at det var de uundgåelige omkostninger
forbundet med at skaffe landsforræderne af vejen.” 
Krigsforbrydertribunalet idømte en fængselsdirektør livsvarigt fængsel for folkemord, og i 2014 blev to højtstående medlemmer af De Røde Khmerer idømt livstidsstraf for medvirken til folkemord.